# Tęcza (film 1944)
Tęcza (ros. Радуга, Raduga) – radziecki czarno-biały film wojenny z 1944 roku w reżyserii Marka Donskiego. Ekranizacja powieści Wandy Wasilewskiej.

## Obsada
- Natalija Użwij – Ołena Kostiukołena
- Jelena Tialkina – Fedosja
- Walentina Iwaszowa – Olga
- Nina Alisowa – Pusja
- Anton Dunajski – dziadek Jewdokim Pietrowicz Ochabko
- Anna Lisianska – Maluczicha